# Браново
Браново (словац. Branovo) — село, громада округу Нове Замки, Нітранський край. Кадастрова площа громади — 9.32 км².
Населення 575 осіб (станом на 31 грудня 2019 року).

## Історія
Браново згадується 1410 року.

## Географія
Протікають Брановський потік і Ловчанський потік.

## Населення
| Рік:            | 1994. | 2004.   | 2014.   | 2024.   |
| --------------- | ----- | ------- | ------- | ------- |
| Кількість осіб: | 554   | 570     | 600     | 577     |
| Різниця:        |       | +2,88 % | +5,26 % | -3,83 % |

| Рік:            | 2023. | 2024.   |
| --------------- | ----- | ------- |
| Кількість осіб: | 580   | 577     |
| Різниця:        |       | -0,51 % |